# إليزابيث لاندو
إليزابيث لاندو (بالإنجليزية: Elizabeth Landau)‏ هي صحفية أمريكية، ولدت في القرن العشرين.